# VC CSKA Moscú
El Volejbol'nyj Klub CSKA Moscú  (en ruso Волейбольный Клуб ЦСКА Москва ), o simplemente VC CSKA Moscú fue un equipo de voleibol ruso de la ciudad de Moscú.

## Historia
La sección de voleibol masculino del club polideportivo CSKA Moscú (el club del Ejército Rojo) fue fundado en el año 1946. A lo largo de su historia se ha convertido en el equipo que más Champions League ha ganado con 13, 4 en seguida entre 1985-86 y 1988-89. Con sus 33 campeonatos en 53 (21 en 22 entre 1969-70 y 1990-91) ediciones también ha sido el equipo más laureado de la Unión Soviética; después de la creación del campeonato ruso ganó tres títulos más entre 1993-94 y 199-96.
El equipo desapareció por primera vez en 2007 y tras una temporada en Tercera División, definitivamente en 2009.

## Palmarés
- Campeonato de la Unión Soviética (33)[2] (récord)

1949, 1950, 1952, 1953, 1954, 1955, 1958, 1960, 1961, 1961/1962 , 1965,1966,  1969/1970, 1971, 1972, 1973, 1974, 1975, 1976, 1977, 1978,  1978-79, 1979-80, 1980-81, 1981-82, 1982-83, 1984-85, 1985-86, 1986-87, 1987-88, 1988-89,  1989-90, 1990-91
- Copa de Unión Soviética (5)

1953, 1980, 1982, 1984, 1985
- Campeonato de Rusia (3)

1993-94, 1994-95,  1995-96
- Copa de Rusia (1)

1994
- Champions League (13) (récord)

1959-60, 1961-62, 1972-73, 1973-74, 1974-75, 1976-77, 1981-82, 1982-83, 1985-86, 1986-87, 1987-88, 1988-89, 1990-91
2° lugar (3) : 1960-61, 1962-63, 1980-81
3° lugar (1) : 1991-92
- Supercopa de Europa (3) (récord)

1987, 1988, 1991
2° lugar (1) : 1989
- Copa Mundial de Clubes

2º lugar (1) : 1989